# Tomoxia ryukyuana
Tomoxia ryukyuana es una especie de coleóptero de la familia Mordellidae.

## Distribución geográfica
Habita en Japón.